# Садки (Великолуцький район)
Садки (рос. Садки) — присілок в Великолуцькому районі Псковської області Російської Федерації.
Населення становить 20 осіб. Входить до складу муніципального утворення Шелковська волость.

## Історія
Від 2014 року входить до складу муніципального утворення Шелковська волость.

## Населення
| 2001 | 2002 | 2010 |
| ---- | ---- | ---- |
| 21   | ↗23  | ↘20  |